# Walter B. Smith
Pour les articles homonymes, voir Walter Smith (homonymie), Smith et Bedell.
Walter Bedell Smith dit Beetle Smith, né le 5 octobre 1895 à Indianapolis et mort le 9 août 1961 à Washington, D.C., est un général américain.

## Biographie
Pendant la Seconde Guerre mondiale, il est notamment chef d’État-Major américain sous le commandement suprême des forces alliées en Europe de Dwight D. Eisenhower, puis ambassadeur en Union soviétique de 1946 à 1948.
En 1950, il est nommé Director of Central Intelligence par le président Truman. Il donne à la CIA, en la réorganisant complètement, son architecture actuelle et dirige cette agence jusqu’en 1953.
Ensuite, Smith devient sous-secrétaire d’État mais quitte le Département d’État en 1954. Il contribue notamment à planifier le coup d'État de 1954 au Guatemala contre le président Jacobo Árbenz Guzmán, dont la réforme agraire nuisait aux intérets de la United Fruit Company. Il continuera à servir l'administration Eisenhower dans différentes fonctions. 
En 1955, il occupera le siège laissé vacant par Allen Dulles, devenu directeur de la CIA, au sein du conseil d'administration de la United Fruit Company. Il décède en 1961.
Dans le film Le Jour le plus long, son rôle est interprété par Alexander Knox.

## Ouvrages
- Walter B. Smith, My three years in Moscow, Philadelphia (Pa), 1950. Trad. fr.: Trois années à Moscou 1946-1946, Plon, 1950